# Gare des Abrets - Fitilieu
La gare des Abrets - Fitilieu est une gare ferroviaire française de la ligne de Saint-André-le-Gaz à Chambéry, située sur le territoire de la commune des Abrets en Dauphiné, dans le département de l'Isère en région Auvergne-Rhône-Alpes.
Elle est, sans doute, mise en service par la Compagnie des chemins de fer de Paris à Lyon et à la Méditerranée (PLM) lorsqu'elle ouvre sa ligne de Saint-André-le-Gaz à Chambéry en septembre 1884. Elle est devenue une halte ferroviaire de la Société nationale des chemins de fer français (SNCF), desservie par des trains TER Auvergne-Rhône-Alpes.

## Situation ferroviaire
Établie à 387 m d'altitude, la gare des Abrets-Fitilieu, aujourd'hui fermée, est située au point kilométrique (PK) 68,031 de la ligne de Saint-André-le-Gaz à Chambéry, entre les gares ouvertes de Saint-André-le-Gaz et de Pont-de-Beauvoisin, s'intercalait la gare de Pressins (fermée). La ligne a voie unique ne comporte qu'une voie et un quai en gare.

## Histoire

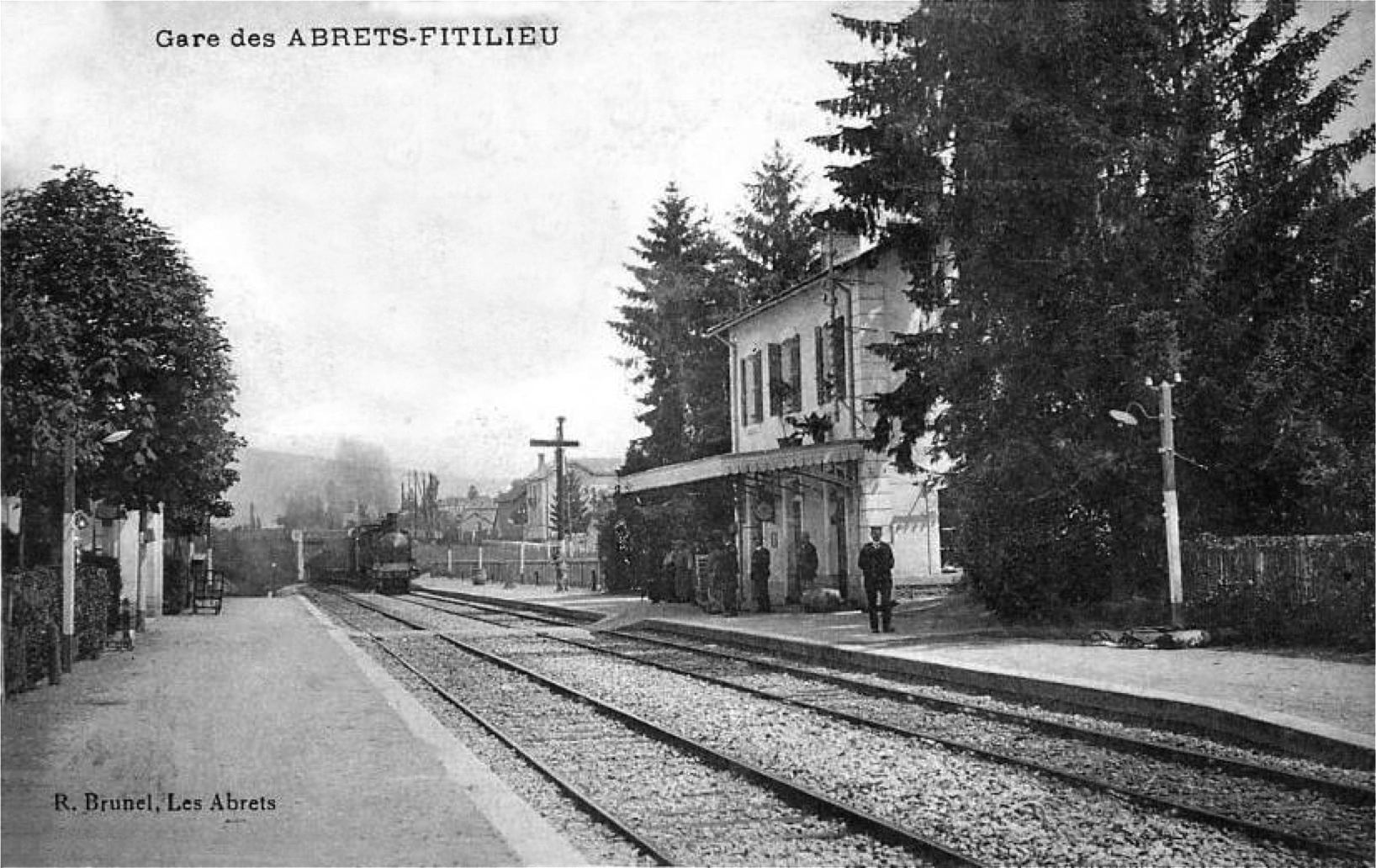
La gare vers 1900, avec 2 voies et 2 quais.

La Compagnie des chemins de fer de Paris à Lyon et à la Méditerranée (PLM) ouvre sa ligne de Saint-André-le-Gaz à Chambéry avec un train d'essais le 24 septembre 1884 et une inauguration officielle le 27 septembre 1884, la gare est sans doute mise en service à cette époque. En 1911 elle figure dans la nomenclature des gares du PLM sous le nom de Les Abrets-Fitilieu. Représentée sur une carte postale du début des années 1900, la gare comporte deux voies et deux quais, le bâtiment voyageurs a un étage et trois ouvertures en façade. Une marquise protège le quai devant le bâtiment. Un passage au niveau des voies permet l'accès au deuxième quai sur lequel se trouve un abri.
En 2011 la gare ne comporte plus qu'une seule voie et un unique quai. Elle possède toujours son bâtiment voyageurs édifié par le PLM, ainsi qu'une ancienne halle à marchandise située sur un espace qui ne dispose plus de voies de service.

## Service des voyageurs

### Accueil
Halte SNCF, c'est un point d'arrêt non géré (PANG) à entrée libre, sans personnel permanent.

### Desserte
Les Abrets - Fitilieu est desservie par des trains régionaux du réseau TER Auvergne-Rhône-Alpes, circulant entre les gares de Saint-André-le-Gaz et Chambéry - Challes-les-Eaux. Des autocars du même réseau TER complètent cette desserte.

### Intermodalité
Un parc pour les vélos et un parking sont aménagés.

## Modélisme
L'association des modélistes turripinois (AMT) a réalisé et exposé en 1998 la maquette de la gare des Abrets - Fitilieu du temps de la compagnie PLM. La gare comporte ses deux voies de l'époque, son bâtiment voyageurs et les édifices annexes.

## Iconographie
- Gare des Abrets-Fitilieu, R. Brunel, Les Abrets (carte postale ancienne du début des années 1900).